# Leandro Guaita
Leandro Guaita (La Plata, Buenos Aires, 19 de mayo de 1986) es un futbolista argentino. Juega en la posición de delantero y su primer equipo fue el Club Estudiantes de La Plata. Actualmente juega en Club Deportivo Vida de la Liga Nacional de Fútbol Profesional de Honduras.
Es bisnieto del exfutbolista y seleccionado argentino, Enrique Guaita, quien también debutó y jugó con el Club Estudiantes de La Plata.

## Trayectoria

### Estudiantes de La Plata
Leandro Guaita nació en la ciudad de La Plata en Argentina, se inició en las inferiores del Club Estudiantes de La Plata con el que debutó en el club de primera división en el año 2003. Guaita inició su carrera como futbolista profesional en el Club Estudiantes de La Plata en el año 2003. Salió de este club un año más tarde, en el año 2004, cuando Guaita se marchó al FC Basel de la Super Liga Suiza.

### FC Basel
Fue transferido a Suiza en el año 2004 para jugar con el FC Basel, de este club salió en el año 2005, cuando fue transferido a Italia para jugar con el Vicenza Calcio de la Serie B de Italia.

### Vicenza Calcio
Luego en el año 2005 fue traspasado a Italia para jugar con el Vicenza Calcio de la Serie B aunque Guaita no tuvo participación con este club. Luego pasó a jugar con clubes de menor nivel, también en Italia, entre ellos clubes como S.S.D. Sapri Calcio, U.S.D. Nuorese Calcio, Polisportiva Alghero, San Marino Calcio, U.S. Poggibonsi y A.S.D. Virtus Casarano.

### Club Social y Deportivo Independiente
En el verano del 2011, Guaita firma un contrato con el Club Social y Deportivo Independiente de la Serie A de Ecuador. Participó en 18 partidos en la liga y anotó un gol, ayudando al equipo a evitar el descenso de categoría.

### SV Wehen Wiesbaden
Luego Guaita en enero de 2012 es traspasado al SV Wehen de la 3. Liga de Alemania. Hizo su debut con el club el 24 de enero de ese año ante el SV Werder Bremen II, entrando al partido como cambio por el futbolista, Jonne Hjelm, ingresando al juego al minuto 69, el partido finalizó con un marcador de 1-1, Guaita jugó un partido para el primer club y un partido para el cuadro de reservas. El 20 de marzo, Guaita sale del club por voluntad propia y unos meses después se marcha al Shenzhen Ruby FC de la Superliga China.

### Shenzhen Ruby FC
El 12 de julio de 2012, Guaita es fichado para estar con este club, después de que el entrenador del club, Philippe Trousichado en Shenzhen Ruby FC de China, con un contrato de seis meses hubiera pedido su traspaso al club. Hizo su debut con el club el 21 de julio de 2012 en un partido frente al Tianjin Songjiang F.C. que finalizó con un marcador de 1-0 a favor del Shenzhen Ruby FC, entrando de cambio por el futbolista japonés, Takashi Rakuyama, cerca del final del partido. Siendo la mayor parte de tiempo un suplente en este club, Guaita jugó 11 partidos y anotó un gol. Salió del club al final de la temporada.

### Club Deportivo Victoria
El 19 de julio de 2012, Leandro Guaita es fichado por el Club Deportivo Victoria de Honduras, firmando un contrato de seis meses con este club. El costo de la cláusula del fichaje fue de $100.000.

## Clubes
| Club                     | País      | Año               |
| ------------------------ | --------- | ----------------- |
| FC Basel                 | Suiza     | 2004 - 2005       |
| Vicenza Calcio           | Italia    | 2005 - 2006       |
| S.S.D. Sapri Calcio      | Italia    | 2006              |
| U.S.D. Nuorese Calcio    | Italia    | 2007 - 2008       |
| Pol. Alghero             | Italia    | 2008              |
| San Marino Calcio        | Italia    | 2009              |
| Poggibonsi               | Italia    | 2010              |
| A.S.D. Virtus Casarano   | Italia    | 2010 - 2011       |
| Independiente José Terán | Ecuador   | 2011 - 2012       |
| SV Wehen                 | Alemania  | 2012              |
| Shenzhen Ruby FC         | China     | 2012 - 2013       |
| Club Deportivo Victoria  | Honduras  | 2013 - 2014       |
| Estudiantes de San Luis  | Argentina | 2014              |
| Club Deportivo Vida      | Honduras  | 2015 - Actualidad |

## Palmarés

### Campeonatos nacionales
| Título           | Club                 | País      | Año  |
| ---------------- | -------------------- | --------- | ---- |
| Super Liga Suiza | FC Basel             | Suiza     | 2005 |
| Federal A 2014   | Sportivo Estudiantes | Argentina | 2014 |